# Oroonoko
Oroonoko, czyli królewski niewolnik (ang. Oroonoko: or, the Royal Slave) – powieść Aphry Behn (1640–1689), opublikowana w 1688 roku, opowiadająca o afrykańskim księciu Oroonoko, który został zniewolony i sprzedany jako niewolnik do służby w Surinamie. Jedna z pierwszych powiastek filozoficznych w języku angielskim.  

## Treść
Młody afrykański książę Oroonoko zakochuje się w dziewczynie o imieniu Imoinda, którą kocha również dziadek młodzieńca – król. Król czyni Imoindę swoją kochanką. Młodzi zostają przyłapani i Imoinda sprzedana w niewolę. Oroonoko zostaje oszukany przez handlarza niewolnikami, pojmany i również sprzedany. Młodzi spotykają się ponownie na plantacji w Surinamie. Oczekując dziecka, probują negocjować powrót do Afryki. Wobec niepowodzenia negocjacji Oroonoko organizuje ucieczkę niewolników, jednak zostaje zdradzony i brutalnie pobity. W obawie przed torturami Imoinda godzi się na śmierć z rąk Oroonoko – ten zabija kochankę, zostaje poddany torturom i stracony.  

## Publikacja
Powieść została opublikowana w 1688 roku przez Williama Canninga wraz z dwoma innymi utworami Behn w zbiorze Three Histories: Oroonoko, The Fair Jilt, Agnes de Castro.

## Znaczenie
Utwór był jedną z pierwszych powiastek filozoficznych napisanych w języku angielskim. 
Narracja w pierwszej osobie prowadzona jest z pozycji europejskiej pisarki, która docenia szlachetność księcia i ma dla niego wiele współczucia. Z początku powieść odbierana była jako romans, lecz z czasem zaczęła być uznawana za głos abolicjonizmu.
Adaptacji scenicznej powieści dokonał w 1696 roku irlandzki dramaturg Thomas Southerne (1660–1746), co przyczyniło się do jej popularyzacji na deskach teatralnych. Sztuka cieszyła się zainteresowaniem w XVIII w. na fali sympatii abolicjonistycznych, po czym została zapomniana. Na początku XX w. stała się obiektem zainteresowania badaczy literatury jako źródło informacji biograficznych o jej autorce.    